# 托馬斯·J·沃森
托馬斯·J·沃森（英語：Thomas J. Watson，1874年2月17日—1956年6月19日）全名大托馬斯·約翰·沃森（Thomas John Watson, Sr.），是美國商人，在1914－1956年間出任國際商用機器公司（IBM）第1任行政總裁，帶領IBM在1920－1950年代發展成國際知名的商業機構。他實行有效的管理風格。

## 生平

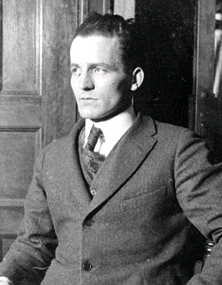
攝於1917年

托馬斯·J·沃森的父親叫喬治·馬歇爾·沃森（George Marshall Watson），母親叫瑪麗·凱勒·沃森（Mary Keller Watson）。托馬斯·J·沃森在1913年4月17日與珍妮特·M·基特里奇Jeanette M. Kittredge結婚。